# Octarrhena elmeri
Octarrhena elmeri är en orkidéart som först beskrevs av Oakes Ames, och fick sitt nu gällande namn av Oakes Ames. Octarrhena elmeri ingår i släktet Octarrhena och familjen orkidéer.
Artens utbredningsområde är Filippinerna. Inga underarter finns listade i Catalogue of Life.